# 진태화
진태화(1988년 1월 1일 ~ )는 대한민국의 뮤지컬 배우이자 연극 배우이다. 2006년부터 2010년까지 6인조 음악 그룹 배틀의 멤버로 활동했다.

## 출연작
- 2025년 공연 《스웨그에이지 외쳐, 조선!》 - 십주 역
- 2025년 공연 《라이카》 - 장미 역
- 2024년 공연 《보이즈 인 더 밴드》 - 해롤드 역
- 2024년 공연 《이프덴》 - 조쉬 역
- 2024년 공연 《사의 찬미》 - 김우진 역
- 2024년 공연 《아트》 - 세르주 역
- 2023년 공연 《드라큘라》 - 조나단 역
- 2023년 공연 《사칠》 - 안정원 역
- 2023년 공연 《라흐 헤스트》 - 이상 역
- 2023년 공연 《사의 찬미》 - 김우진 역
- 2022년 공연 《스위니토드》 - 안소니 역
- 2022년 공연 《여신님이 보고 계셔》 - 변주화 역
- 2022년 공연 《엘리자벳》 - 황태자 루돌프 역
- 2022년 공연 《사의 찬미》 - 김우진 역
- 2022년 공연 《차미》 - 오진혁 역
- 2021년 공연 《쿠로이 저택엔 누가 살고 있을까》 - 해웅 역
- 2021년 공연 《풍월주》 - 열 역
- 2021년 공연 《위키드》 - 피에로 역
- 2021년 공연 《호프》 - 카델 역
- 2020년 공연 《백범》 - 백범 역
- 2020년 공연 《드라큘라》 - 조나단 하커 역
- 2019년 공연 《여신님이 보고계셔》 - 변주화 역
- 2019년 공연 《왕복서간》 - 어린 준이치 역
- 2019년 공연 《록키 호로쇼》 - 브래드 역
- 2018년 공연 《록키 호로쇼》 - 브래드 역
- 2018년 공연 《빨래》 - 솔롱고 역
- 2017년 공연 《언성》
- 2017년 공연 《미스대디》 - 준 역
- 2017년 공연 《나와 나타샤와 흰 당나귀》 - 백석 역
- 2017년 공연 《나폴레옹》 - 뤼시양 역
- 2017년 공연 《나폴레옹 쇼케이스》 - 뤼시앙 역
- 2016년 공연 《도리안 그레이》 - 초상화 역
- 2016년 공연 《드라큘라》 - 조나단 하커 역